# Pretty Girl (chanson)
Singles par Maggie Lindemann
Things
(2016) Personal
(2017)
Pretty Girl est une chanson de l'auteure-compositrice-interprète américaine Maggie Lindemann. Elle est sortie le 30 septembre 2016 sous les labels Atlantic et 300.

## Contexte
Lindemann a déclaré dans une interview avec Braudie Blais-Billie de Billboard :
Pretty Girl consiste à être plus que ce que les gens voient en ligne et les filles sont plus que nos apparences physiques. Je pense que les gens doivent regarder au-delà de cela et trouver ce qui est plus profond."

## Classements hebdomadaires
| Classement (2017)                              | Meilleure position |
| ---------------------------------------------- | ------------------ |
| Allemagne (Media Control AG)                   | 25                 |
| Australie (ARIA)                               | 12                 |
| Autriche (Ö3 Austria Top 40)                   | 27                 |
| Belgique (Flandre Ultratip Bubbling Under 100) | 6                  |
| Belgique (Wallonie Ultratip Bubbling Under 50) | 21                 |
| Canada (Hot 100)                               | 71                 |
| Danemark (Tracklisten)                         | 13                 |
| Europe (Euro Digital Song Sales)               | 15                 |
| France (SNEP)                                  | 78                 |
| Hongrie (Single Top 40)                        | 30                 |
| Irlande (IRMA)                                 | 6                  |
| Italie (FIMI)                                  | 40                 |
| Malaisie (RIM (en))                            | 18                 |
| Mexique (Mexico Ingles Airplay (en))           | 9                  |
| Norvège (VG-lista)                             | 8                  |
| Nouvelle-Zélande (RMNZ)                        | 20                 |
| Pays-Bas (Single Top 100)                      | 16                 |
| Portugal (AFP)                                 | 57                 |
| Royaume-Uni (Official Charts Company)          | 8                  |
| Slovaquie (IFPI Singles Digitál)               | 29                 |
| Suède (Sverigetopplistan)                      | 4                  |
| Suisse (Schweizer Hitparade)                   | 42                 |
| Tchéquie (IFPI Singles Digitál)                | 21                 |

## Certifications
| Région | Certification | Ventes/Streams |
| --- | ------------- | -------------- |
| France (SNEP) | Or            | 75 000‡        |
| Australie (ARIA) | Platine       | 210 000‡       |
| Danemark (IFPI Danmark) | Platine       | 180 000‡       |
| Allemagne (BVMI) | Platine       | 400 000‡       |
| Italie (FIMI) | Platine       | 50 000‡        |
| Nouvelle-Zélande (RMNZ) | Or            | 15 000‡        |
| Pologne (ZPAV) | Or            | 25 000‡        |
| Portugal (AFP) | Platine       | 10 000‡        |
| Royaume-Uni (BPI) | Platine       | 1 200 000‡     |
| États-Unis (RIAA) | Platine       | 1 000 000‡     |
| *Ventes selon la certification ^Mise en rayon selon la certification xNon précisé par la certification ‡ventes/streaming selon la certification |               |                |